# Tỉnh ca Arkhangelsk
Tỉnh ca Arkhangelsk (tiếng Nga: Гимн Архангельской области, Gimn Arhangeljskoj oblasti) là ca khúc chính thức của tỉnh Arkhangelsk, Nga. Bài hát đã được Hội đồng khu vực Arkhangelsk phê duyệt vào ngày 31 tháng 10 năm 2007, và tác giả bài hát này là Nina Konstantinovna Meshko.

## Lời

### Tiếng Nga
| Ký tự Cyrill | Latinh hóa |
| I Край наш поморский Могуч и прекрасен! Его не забудешь вовек. Манят отважных Бескрайние дали, Где не ступал человек! II Здесь по Петрову Веленью из моря Ряд белокрылых Фрегатов восстал. И колыбелью Российского флота Край наш Архангельский стал. III Здесь Ломоносов Великий родился, Мудростью мир осветил, Былинные сказы, Загадки природы В научную быль воплотил. IV Край наш поморский В движении и силе, Ему по плечу Новый век! Космос, богатства, Глубины морские — Все покорит человек! | I Kraj naš pomorskij Moguč i prekrasen! Jevo ne zabudešj vovek. Manjat otvažnih Beskrajnije dali, Gde ne stupal čelovek! II Zdesj po Petrovu Velenjju iz morja Rjad belokrylyh Fregatov vosstal. I kolybeljju Rossijskovo flota Kraj naš Arhangeljskij stal. III Zdesj Lomonosov Velikij rodilsja, Mudrostjju mir osvetil, Bylinnyje skazy, Zagradki prirody V naučnuju bylj voplotil. IV Kraj naš pomorskij V dviženiji i sile, Jemu po pleču Novyj vek! Kosmos, bogatstva, Glubiny morskije — Vse pokorit čelovek! |

### Tiếng Việt
Vùng đất của chúng ta gần biển
Thật đẹp và tuyệt vời!
Một khi nhìn thấy, nó sẽ không rời khỏi tâm trí của bạn.
Những người can đảm được gọi
Bằng cách mở rộng vô biên của nó,
Ở nơi chưa có ai từng đến!
Ở đây, từ biển,
Theo ý muốn của Peter Đại đế,
Một hàng cánh trắng
Những thuyền chiến nổi lên.
Và nơi ra đời của Hải quân Nga
Trở thành nhà của Arkhangelsk.
Đây là quê hương
Của Lomonosov vĩ đại;
Ông đã mang ánh sáng tri thức đến với thế giới,
Những câu chuyện xưa
Và những bí ẩn của thiên nhiên.
Ông biến thành khoa học thành hiện thực.
Vùng đất của chúng ta gần biển
Mạnh mẽ và không ngừng di chuyển,
Và có thể vượt qua mọi thách thức!
Không gian bên ngoài, kho báu của thiên nhiên,
Và độ sâu của biển
Tất cả những điều này có thể bị chinh phục bởi con người.